# 874 Rotraut
874 Rotraut је астероид главног астероидног појаса са пречником од приближно 56,47 .
Афел астероида је на удаљености од 3,397 астрономских јединица (АЈ) од Сунца, а перихел на 2,905 АЈ. 
Ексцентрицитет орбите износи 0,078, инклинација (нагиб) орбите у односу на раван еклиптике 11,146 степени, а орбитални период износи 2043,768 дана (5,595 година). 
Апсолутна магнитуда астероида је 10,00 а геометријски албедо 0,055.
Астероид је откривен 25. маја 1917. године.